# 华福帝姬
华福帝姬（1120年—？），中国宋朝第八位皇帝宋徽宗第三十女。
华福帝姬在靖康之变时8岁，靖康之变后入金国。按《靖康皇族陷虏记》，此书成文时公主已故。

## 关联
- 帝姬